# Kieran Murtagh
Kieran Murtagh, spesso scritto Keiran Murtagh (Londra, 29 ottobre 1988), è un calciatore antiguo-barbudano, centrocampista del Lewes.

## Carriera

### Club
Ha giocato con vari club tra la terza e la sesta divisione inglese.

### Nazionale
Tra il 2010 ed il 2016 ha totalizzato complessivamente 22 presenze e 5 reti con la nazionale antiguo-barbudana.

## Palmarès

### Club

#### Competizioni regionali
- Surrey Senior Cup: 1

Woking: 2016-2017